# Оборона Криму (1941—1942)
Битва за Крим (24 вересня 1941 — 9 липня 1942) — бойові дії радянських та німецьких і румунських військ у Криму в ході Другої світової війни.
Кримська оборонна операція 1941 велася 18 жовтня — 16 листопада військами П'ятдесят першої армії і Приморської армії у взаємодії з Чорноморським флотом. У середині жовтня німецьке командування зосередило для наступу на Крим 7 піхотних дивізій 11-ї армії, румунський гірський корпус і значні сили авіації. Крим обороняли 4 кавалерійські і 12 стрілецьких дивізій 51-ї армії (генерал-полковник Ф.Кузнєцов) і Приморської армії (ген.-майор І.Петров). На найбільш уразливому півн. напрямку займали оборону 5 д-зій — 4 на Ішунських позиціях і 1 на Чонгарському перешийку. Ворог перейшов у наступ 18 жовтня, гол. удару завдали війська нім. 11-ї армії через Перекопський перешийок, допоміжного — частини румунів. гірського корпусу через Чонгарський міст. Використовуючи кількісну перевагу сил, ворог до 20 жовт. прорвав Ішунські позиції (поблизу с. Ішунь; нині село Красноперекопського р-ну АР Крим). Війська Червоної армії (див. Радянська армія) опинилися в загрозливому становищі. Для поліпшення управління військами в Криму Ставка Верховного Головнокомандування об'єднала діючі там сухопутні й мор. сили, створивши 22 жовт. командування військ Криму на чолі з віце-адміралом Г.Левченком, підпорядкувавши йому 51-шу і Приморську армії та Чорноморський флот. Ведучи безперервні важкі бої, Примор. армія змушена була відійти до м. Севастополь, 51-ша армія, ослаблена в боях, не змогла зупинити ворога на Керченському п-ові й відійшла до м. Керч, а 16 листоп. була евакуйована через Керченську протоку на Таманський півострів.
Оборонні бої майже на місяць скували в Криму велике угруповання ворожих сил, таким чином давши можливість організувати оборону Таманського півострова.